# Rosenmühle (Alfeld)
Rosenmühle ist ein Gemeindeteil der Gemeinde Alfeld im Landkreis Nürnberger Land (Mittelfranken, Bayern).

## Lage
Die Einöde liegt in der „Gesundheitsregion“ Hersbrucker Land nördlich der Bundesautobahn 6, nahe der Anschlussstelle 63 (Alfeld) an der Staatsstraße 2236 zwischen der Regelsmühle und der Wetzlasmühle. Der Ort besteht aus vier Gebäuden. Rosenmühle liegt in der Gemarkung Alfeld.